# Open Source Development Labs

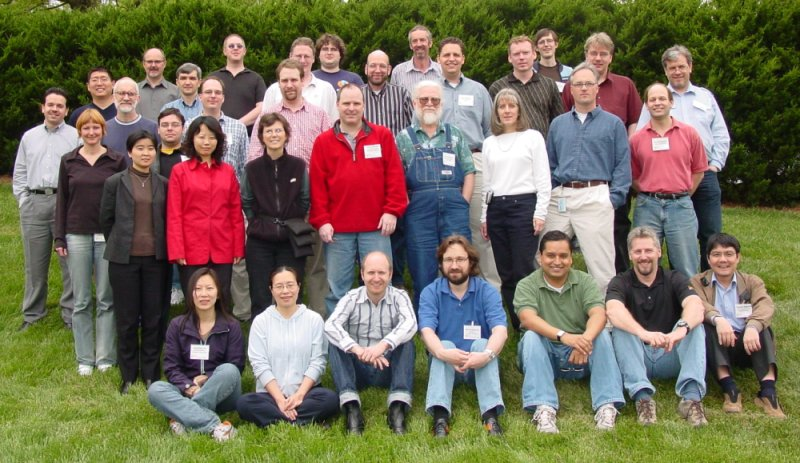
OSDL Printing Summit (10-12 avril 2006, Atlanta)

L'Open Source Development Lab (abrégé en OSDL) était une organisation dédiée à accélérer la croissance et l'adoption de Linux par les entreprises.
Fondée en 2000 et soutenue par un consortium d'entreprises leaders dans les Technologies de l'Information, OSDL est une organisation à but non lucratif qui fournit des équipements et une infrastructure informatique pour les développeurs du monde entier. Les fondateurs d'OSDL comptent parmi leurs membres des entreprises comme IBM, HP, Computer Associates, Intel et NEC.
L'OSDL emploie entre autres Linus Torvalds, le créateur de Linux et Andrew Tridgell, créateur de Samba. Andrew Morton faisait partie de l'OSDL avant de rejoindre Google.
En janvier 2007 l'OSDL se regroupe avec La Free Standards Group (FSG) pour former la Fondation Linux, une organisation qui se donne pour objectif d’accélérer la croissance de Linux en fournissant un ensemble complet de services pour concurrencer efficacement les plates-formes propriétaires.
La Linux Foundation regroupe 70 membres parmi lesquels on trouve Fujitsu, Hitachi, HP, IBM, Intel, NEC, Novell et Oracle. Cette nouvelle organisation est dirigée par Jim Zemlin, ancien directeur du FSG et maintient en place les principaux développeurs, dont Linus Torvalds et Andrew Morton. Cette création intervient alors qu'une restructuration avait réduit les effectifs de l’OSDL d’une trentaine de personnes.